# شريان تيهي
الشريان التيهيّ أوالشريان السمعي أو الشريان السمعي الداخلي وهو فرع نحيل طويل من شريان المخيخ السفلي الأمامي (في 85٪ -100٪ من الحالات) أو الشريان القاعدي (في أقل من 15٪ من الحالات). ينشأ بالقرب من منتصف الشريان ويكون مصحوبًا بالعصب الدهليزي القوقعي خلال الصماخ السمعي الداخلي ليغذيا الأذن الداخلية.

## روابط خارجية
- "Anatomy diagram: 13048.000-1". Roche Lexicon - illustrated navigator. Elsevier. مؤرشف من الأصل في 2014-01-01.